# Sandford Fleming
Sir Sandford Fleming KCMG (Kirkcaldy, Escòcia, 7 de gener de 1827 - Halifax, Nova Escòcia, 22 de juliol de 1915) va ser un enginyer canadenc i un prolífic inventor, conegut especialment per la creació del concepte d'horari universal (temps universal, universal time o UT) i del sistema horari de 24 hores corresponents als 24 fusos horaris comptats a partir de l'antimeridià de Greenwich, que actualment es denomina meridià de 180 graus i que també s'empra ara com a Línia internacional de canvi de data.
Va dissenyar el primer segell postal del Canadà i va realitzar una enorme tasca d'aixecament topogràfic i cartogràfic per tot el país, encarregant-se de les tasques d'enginyeria de l'Intercolonial Railway (Ferrocarril Intercolonial o IRC) i del Canadian Pacific Railway (Ferrocarril Canadenc del Pacífic o CPR).
Va ser membre fundador de la Royal Society of Canada (Societat Reial del Canadà) i fundador del Royal Canadian Institute (Institut Reial del Canadà), una organització científica i acadèmica de Toronto.

## Joventut
El 1827, Fleming va néixer a Kirkcaldy, Fife, Escòcia, fill d'Andrew i Elizabeth Fleming. A l'edat de 14 anys va ser aprenent d'agrimensor i el 1845, a l'edat de 18 anys, va emigrar amb el seu germà gran, David, cap a Canadà colonial. La seva ruta els va portar a través de moltes ciutats de les colònies del Canadà: Quebec, Mont-real, i Kingston, abans d'establir-se a Peterborough (Ontario) amb els seus cosins dos anys més tard, el 1847. Es va qualificar com agrimensor al Canadà el 1849.

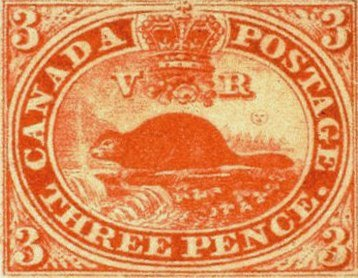
El segell Threepenny beaver de 1851

El 1849 va crear el Royal Canadian Institute (Institut Reial del Canadà) amb diversos amics, que es van incorporar formalment el 4 de novembre de 1851. Encara que inicialment va ser concebut com un institut professional de tècnics i enginyers, es va esdevenir una societat científica més general.
El 1851 va dissenyar el Threepenny Beaver (el castor tres penics), el primer segell de correus canadenc.
Al llarg d'aquest temps va treballar a temps complet com agrimensor, sobretot per al Grand Trunk Railway. El seu treball per a ells finalment li va fer guanyar la posició d'Enginyer Cap del Ferrocarril del Nord del Canadà el 1855, on va defensar la construcció de ponts de ferro en lloc de fusta per raons de seguretat.
Fleming va servir al 10è Batalló del Volunteer Rifles of Canada (més tard conegut com el Royal Regiment of Canada) i va ser nomenat al rang de capità l'1 de gener de 1862. Es va retirar de la milícia el 1865.

## Família

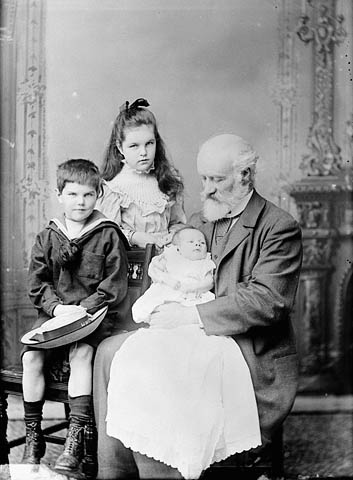
Fleming amb els seus nets, 1893

Tan aviat com va arribar a Peterborough (Ontario) el 1845, Fleming es va fer amic de la família de la seva futura esposa, els Halls, i es va sentir atret per Jane Ann (Jeanie) Hall. No obstant això, no va ser fins que un accident de trineu gairebé deu anys després va fer que fos revelat l'amor entre els dos joves. Un any després d'aquest incident, el gener de 1855, Sandford es va casar amb Ann Jane (Jean) Hall. Ells van tenir nou fills dels quals dos van morir joves. El fill gran, Andrew Frank, va acompanyar Fleming en la seva gran expedició occidental de 1872.
Fleming era un home de família, profundament unit a la seva dona i fills. Va donar la benvinguda al seu pare, Andrew Greig Fleming, a l'esposa d'Andrew i a sis dels seus altres fills que es van reunir amb ell al Canadà dos anys després de la seva arribada. Les famílies Fleming i Hall es veien sovint.
Després de la mort de la seva esposa Jeanie el 1888, la neboda de Fleming, Elsi Smith, filla d'Alexander i Lily Smith, es va encarregar de mantenir la seva casa de Winterholme 213 Chapel Street, Ottawa, Ontario.

## Enginyer ferroviari
El seu pas pel Northern Railway (Ferrocarril del Nord) va estar marcat pel conflicte amb l'arquitecte Frederick William Cumberland, que es va iniciar a l'Institut Reial del Canadà i qui era gerent general de la via fèrria fins a 1855. Fleming va començar com a enginyer assistent el 1852, però el 1855 va ser reemplaçat per Cumberland. El 1862 Fleming va reemplaçar a Cumberland.

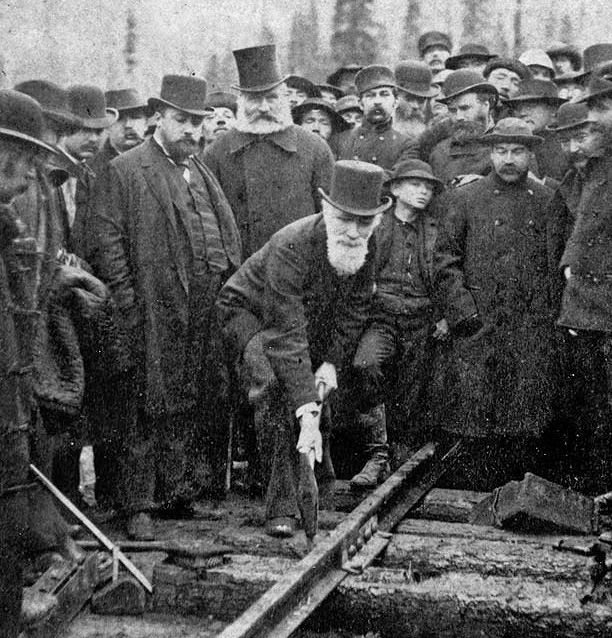
Sandford Fleming (el del barret més alt) en la cerimònia de «l'últim clau» del Canadian Pacific Railway, 1885

El 1863, Fleming es va convertir en el cap del topografs del govern a Nova Escòcia i es va encarregar de la construcció d'una línia de ferrocarril des de Truro fins a Pictou. Quan no va acceptar les ofertes de contractistes que va considerar massa altes, se li va demanar fer una oferta per a fer-la ell mateix i va completar la línia el 1867, estalviant diners al govern i obtenint un benefici per a si mateix.
El 1862 va proposar al govern un pla per a un ferrocarril transcontinental que connectaria els oceans Atlàntic i Pacífic. La primera part, entre Halifax i Quebec va esdevenir una part important de les condicions prèvies per a Nova Brunswick i Nova Escòcia per unir-se a la Federació Canadenca a causa de les incerteses dels viatges a través de Maine a causa de la guerra civil americana. El 1867 va ser nomenat enginyer en cap del Ferrocarril Intercolonial, que es va convertir en un projecte federal i va continuar en aquest lloc fins 1876. La seva insistència en la construcció dels ponts de ferro i pedra en comptes de fusta va ser controvertida en la seva època, però molt aviat va ser acceptada per la seva resistència al foc.

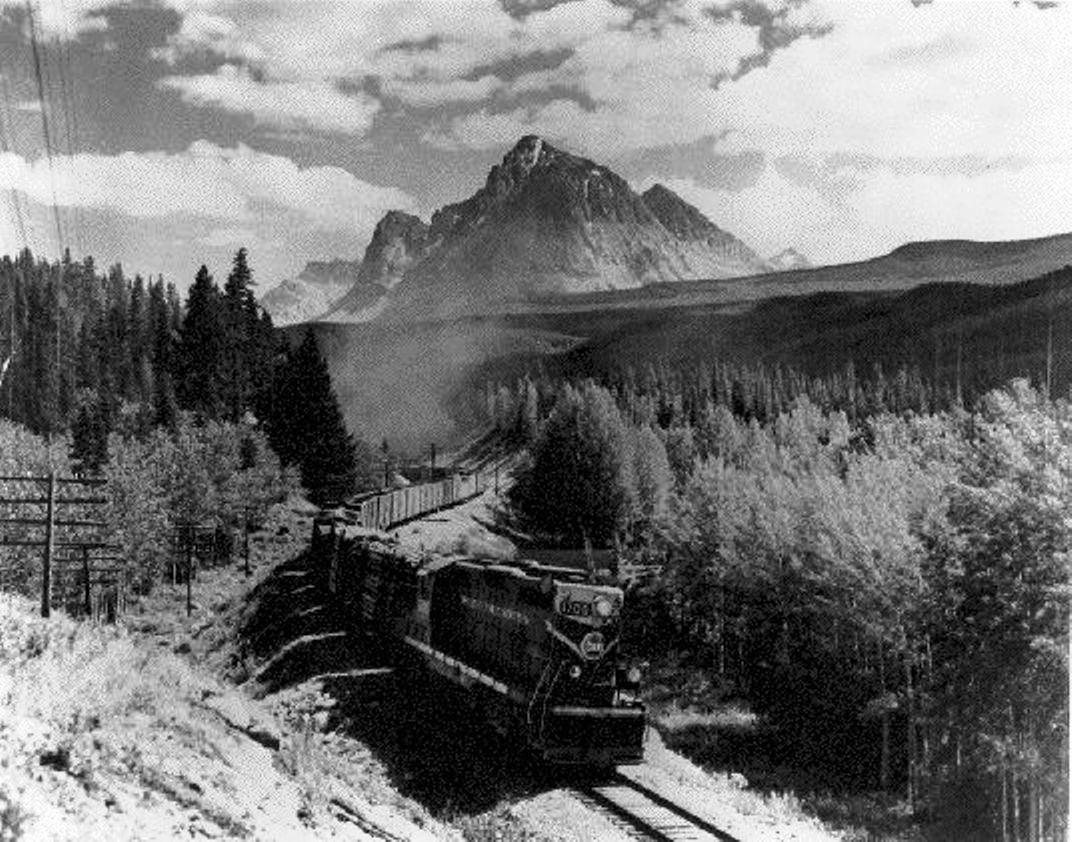
Ferrocarril del Canadian National Railway pujant el pas Yellowhead, 1950

El 1871, s'estava utilitzant l'estratègia d'una connexió ferroviària per atraure la Columbia Britànica a la Federació Canadenca, i van oferir a Fleming el càrrec cap d'enginyers del Ferrocarril Canadenc del Pacífic. Va dubtar a causa de la quantitat de treball que tenia, però el 1872 es va posar en marxa amb un petit grup per estudiar la ruta, sobretot a través de les muntanyes Rocoses, a la recerca d'una ruta possible a través del pas Yellowhead. Un dels seus companys, George Monro Grant va escriure un relat del viatge, «Ocean to Ocean» (1873), que es va convertir en un èxit de vendes.
Abans de 1880, amb 965 km completats, un canvi de govern va portar el desig d'una empresa privada de posseir tot el projecte i Fleming va ser acomiadat per Sir Charles Tupper, amb un pagament de 30.000 $. Va ser el cop més dur de la vida de Fleming, tot i que va obtenir una promesa, revocada més tard, de tenir el monopoli en el seu pròxim projecte, una línia de telègraf trans-pacífic.
No obstant això, el 1884 es va convertir en director del Ferrocarril Canadenc del Pacífic, i el 1885 va estar present la cerimònia de «l'últim clau» de la línia de ferrocarril.

## Inventor de l'hora estàndard mundial

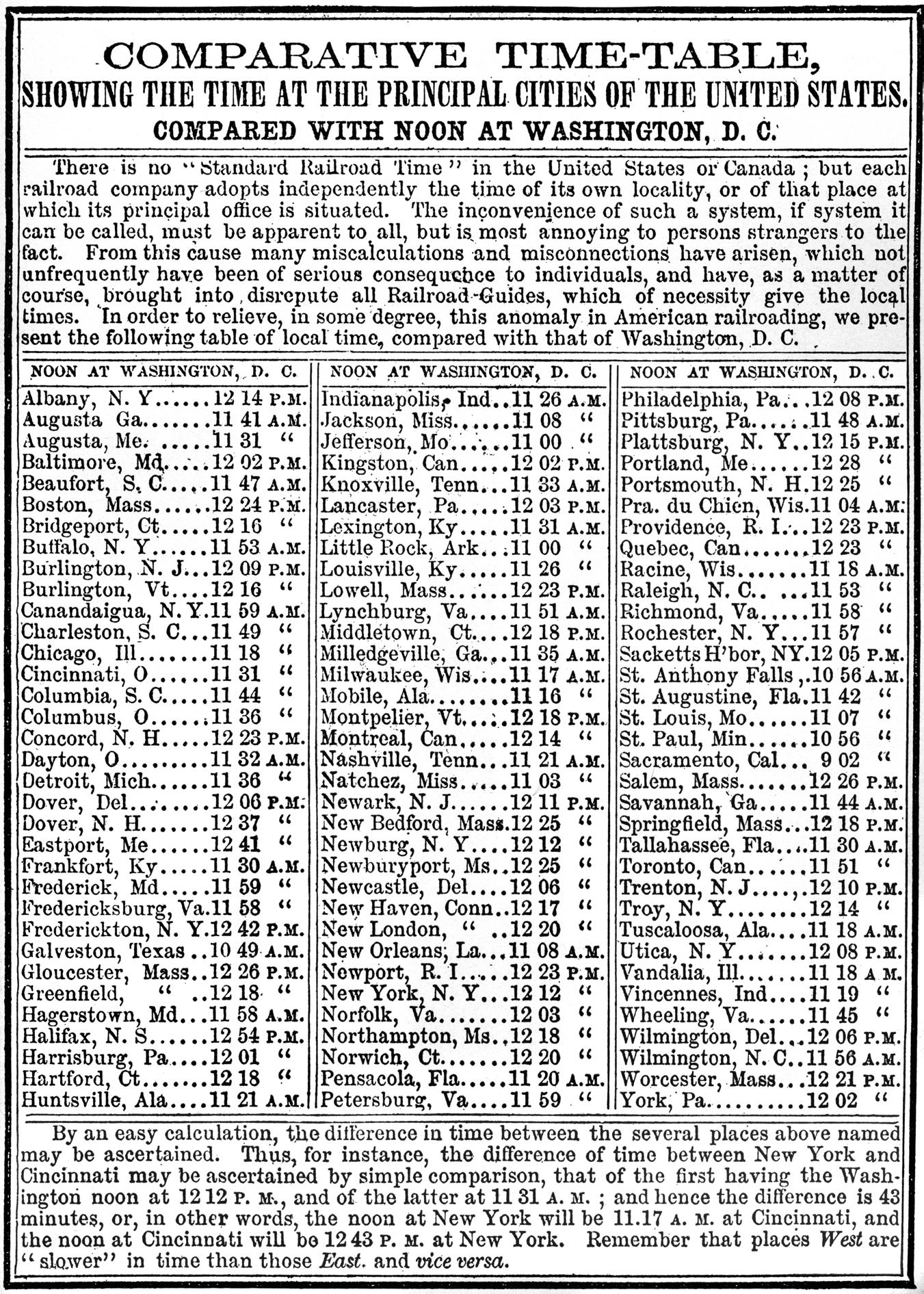
Taula d'horaris amb les hores locals d'un centenar de ciutats dels Estats Units en el moment de la seva publicació (1857) per comoditat dels viatgers de ferrocarril que permetia planificar millor els seus viatges

Després de perdre un tren el 1876 a Irlanda, a causa que la seva taula d'horaris estava impresa en la llista pm en lloc d'am, es va proposar crear un únic rellotge de 24 hores per a tot el món, que es trobaria al centre de la Terra, no vinculat a cap meridià de la superfície.
En una reunió de l'Institut Reial del Canadà, el 8 de febrer de 1879, es va vincular a l'antimeridià de Greenwich (actualment el meridià 180°). Va suggerir que les zones horàries estàndard podrien ser utilitzades a nivell local, però estaven subordinades a la seva única hora mundial, a la que va anomenar «Temps Còsmic».
Va continuar promovent el seu sistema en les principals conferències internacionals, incloent la Conferència Internacional del Meridià de 1884. Aquesta conferència va acceptar una versió diferent del temps universal, però es va negar a acceptar les seves zones, afirmant que eren un problema local fora del seu àmbit de competència. No obstant això, el 1929, tots els principals països del món havien acceptat les zones horàries.

## Vida posterior
Quan la privatització dels ferrocarrils instituït per Tupper el 1880 el va obligar a sortir d'un lloc de treball del govern, es va retirar del món de la topografia i va prendre la posició de Canceller de la Universitat de Queen's de Kingston, Ontario. Va mantenir aquesta posició durant els seus últims 35 anys, on George Monro Grant, qui havia escrit el llibre del viatge de Fleming el 1873, va ser director entre 1877 i 1902.

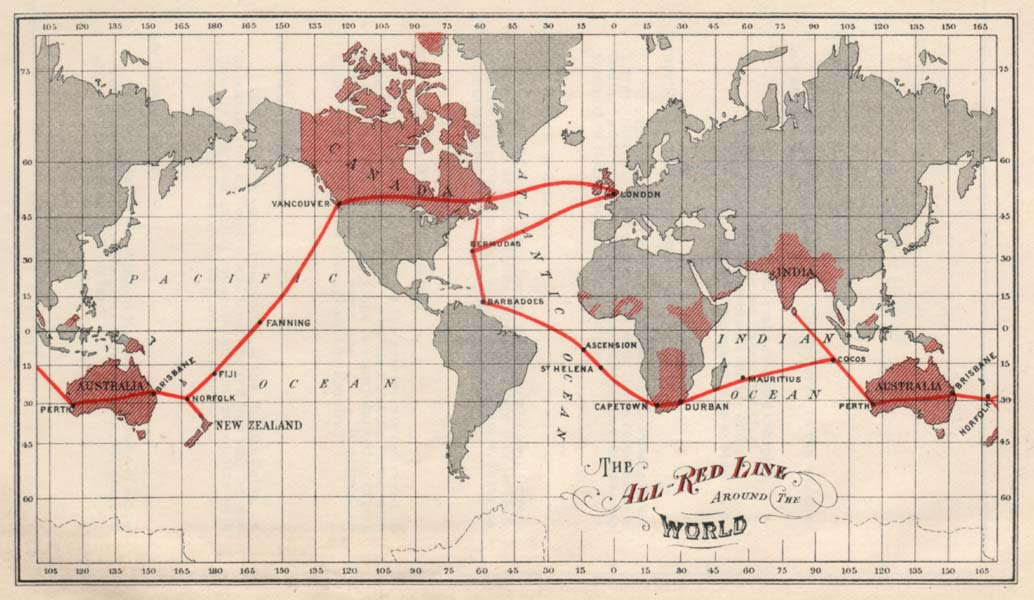
Mapa de l'All Red Line, 1902

No content amb deixar les coses com estaven, que no va parar d'advocar la construcció d'un cable submarí de telègraf que connectés a tots els habitants de l'Imperi Britànic, l'All Red Line, que es va completar el 1902.
També es va mantir amb empreses de negocis, convertint-se el 1882 un dels propietaris fundadors de la Nova Scotia Cotton Manufacturing Company (Empresa de Fabricació de Cotó de Nova escòcia) en Halifax. Va ser membre de la North British Society (Societat Britànica del Nord). Va ajudar a fundar el Western Canada Cement and Coal Company, que es va originar en la ciutat d'Exshaw, Alberta. El 1910, aquest negoci va ser abosrbit en una compra hostil pels manipuladors de valors que actuaven sota el nom de Canada Cement Company, acció que es diu per alguns que va conduir a una depressió emocional que contribuiria a la mort de Fleming poc temps després.
El 1880 es va exercir com a vicepresident de la Ottawa Horticultural Society (Societat Hortícola d'Ottawa).
Els seus èxits eren ben coneguts a tot el món, i el 1897 va ser nomenat cavaller per la reina Victòria. Ell era maçó.
El 1883, mentre que examinava la ruta del Ferrocarril Canadenc del Pacífic amb George Monro Grant, va conèixer al Major A. B. Rogers prop del cim del pas de Rogers (Columbia Britànica) i van fundar el primer «Club Alpí del Canadà».> Aquest primer club alpí va durar poc, però el 1906 es va fundar el modern Club Alpí del Canadà (Alpine Club of Canada o ACC) en Winnipeg, i Sir Sandford Fleming es va convertir en el primer patró del club i president d'honor.
En els seus últims anys es va retirar a la seva casa a Halifax, i posteriorment va donar la propietat de la casa i de les 38 hectàrees a la ciutat, actualment conegut com a Sir Sandford Fleming Park (o Dingle Park, El parc de la canal). També va mantenir una residència a Ottawa, i va ser enterrat allà, al Beechwood Cementery.

## El seu llegat

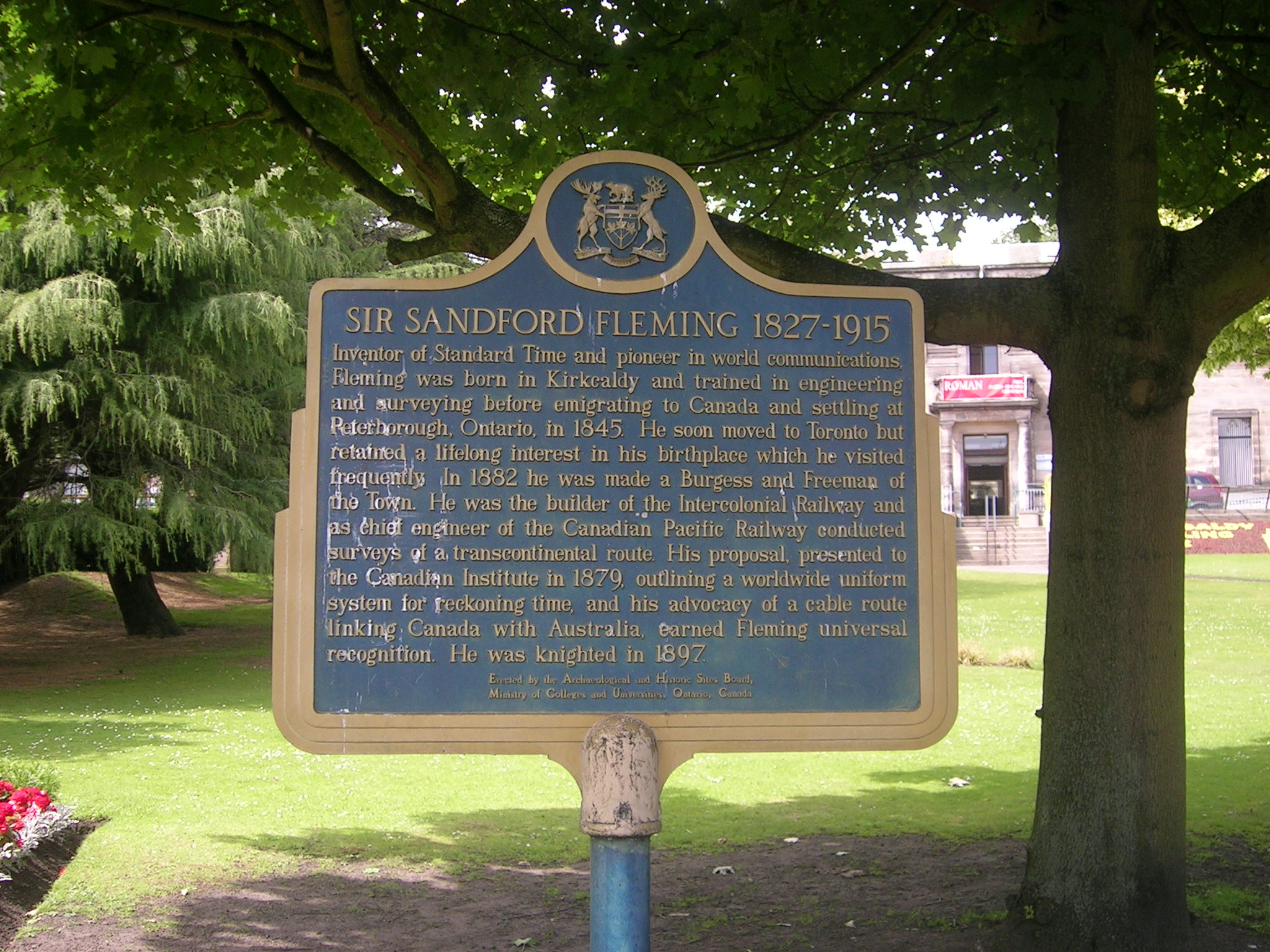
Placa commemoratica a Fleming: Inventor de l'hora estàndard. War Memorial Gardens, Kirkcaldy, Fife, Escòcia

La ciutat de Fleming, Saskatchewan (situada a la línia del Ferrocarril Canadenc del Pacífic) va ser nomenada en el seu honor el 1882.
El 1901, la Universitat de Queens va construir el Fleming Hall en el seu honor, i va ser reconstruït el 1932 després d'un incendi. Va ser la seu del departament d'Enginyeria Elèctrica de la Universitat.
En Peterborough, Ontario, el Fleming College, és una escola d'Arts Aplicades i Tecnologia que porta el seu nom, inaugurada el 1967, amb campus addicionals en Lindsay / Kawartha Lakes, Halliburton, i Cobourg.
A més, l'edifici principal de la Facultat de Ciències Aplicades i Enginyeria de la Universitat de Toronto i de l'Acadèmia Sandford Fleming porten el nom de Fleming (edifici Sandford Fleming) .
El 1913, es va construir en Vancouver l'escola primària Sir Sandford Fleming .
El John Polanyi Collegiate Institute (anteriorment una escola secundària pública de North York (1960-2011) anomenada Acadèmia Sir Sandford Fleming entre 1960 i 2011), també va portar el seu nom.
El mont Sir Sandford, que és la muntanya més alta de la serralada Sir Sandford de les muntanyes de Selkirk, i el 12è el pic més alt de la Colúmbia Britànica, porta el seu nom.
El 7 de gener de 2017, Google va celebrar el 190è aniversari de Standford Fleming amb un Google Doodle.